# سويد بن سعيد
أبو محمد سويد بن سعيد بن سهل بن شهريار (140 هـ - 240 هـ / 757 -855م): أحد رواة الحديث الشريف، قال شمس الدين الذهبي: «الإمام المحدث الصدوق، شيخ المحدثين: أبو محمد الهروي ثم الحدثاني الأنباري، نزيل حديثة النورة بليدة تحت عانة، وفوق الأنبار، رحال جوال، صاحب حديث وعناية بهذا الشأن». عمر طويلا إلى أن فقد بصره، ومات في شوال 240 هـ عن مائة سنة في حديثة الأنبار، قال أبو القاسم البغوي: «مات سويد بن سعيد بالحديثة سنة أربعين، وكان قد بلغ المائة سنة، وكتبت عنه بالحديثة».

## طلبه للعلم
لقي الكبار وحدث عن: إسماعيل بن جعفر الأنصاري، ومالك بن أنس بكتابه الموطأ، وحماد بن زيد، وعمرو بن يحيى بن سعيد الأموي، وعبد الرحمن بن أبي الرجال، وشريك القاضي، وعبد الحميد بن الحسن الهلالي، وسوار بن مصعب، وأبي الأحوص، وحفص بن ميسرة الصنعاني، وعبد ربه بن بارق، ومسلم الزنجي، وإبراهيم بن سعد، وخالد بن يزيد بن أبي مالك، وفضيل بن عياض، وعبد الرحمن بن زيد بن أسلم، وبقية بن الوليد، وسفيان بن عيينة، وعلي بن مسهر، وعبد العزيز بن أبي حازم، والدراوردي، وعبد الرحمن بن أبي الزناد، وفرج بن فضالة، وخلق كثير بالحرمين والشام والعراق ومصر.
روى عنه: مسلم بن الحجاج، ومحمد بن ماجه، وأبو عبد الرحمن المقرئ، ومحمد بن سعد، وأحمد بن الأزهر، وأبو زرعة، وبقي بن مخلد، وأبو حاتم، ويعقوب بن شيبة، وإبراهيم بن هانئ، وعبيد العجل، والحسن المعمري، وإسحاق بن إبراهيم المنجنيقي، وجعفر الفريابي، وأحمد بن محمد بن الجعد الوشاء راوي الموطأ عنه، وسعيد بن عبد الله بن عجب الأنباري، وعبد الله بن أحمد بن حنبل، والقاسم المطرز، وأبو القاسم البغوي، وأبو بكر الباغندي وآخرون.

## الجرح والتعديل
قال عبد الله بن أحمد بن حنبل: «عرضت على أبي أحاديث لسويد بن سعيد، عن ضمام بن إسماعيل فقال لي: اكتبها كلها أو قال تتبعها، فإنه صالح أو قال ثقة». قال الحسن الميموني: «سأل رجل أبا عبد الله  يعني أحمد، عن سويد فقال ما علمت إلا خيرا، فقال له إنسان جاءه بكتاب فضائل، فجعل عليا رضي الله عنه وأخر أبا بكر وعمر، فعجب أبو عبد الله من هذا، وقال لعله أتي من غيره، قالوا له وثم تلك الأشياء، قال فلم تسمعونها أنتم، لا تسمعوها ولم أره يقول فيه إلا خيرا». قال أبو القاسم البغوي: «كان سويد من الحفاظ، وكان أحمد بن حنبل ينتقي عليه لولديه صالح وعبد الله يختلفان إليه، فيسمعان منه». قال أبو داود: «سمعت يحيى بن معين يقول سويد مات منذ حين». قال الذهبي: «عنى أنه مات ذكره للينه، وإلا فقد بقي سويد بعد يحيى سبع سنين». قال محمد بن يحيى السوسي الخزاز: «سألت يحيى بن معين عن سويد بن سعيد فقال ما حدثك فاكتب عنه، وما حدث به تلقينا فلا، أي إنه كان يقبل التلقين». قال عبد الله بن علي بن المديني: «سئل أبي عن سويد الأنباري فحرك رأسه  وقال ليس بشيء، وقال هذا أحد رجلين إما يحدث من حفظه، أو من كتابه، ثم قال هو عندي لا شيء، قيل له فأين حفظه ثلاثة آلاف، قال هذا أيسر  تكرر عليه». قال البخاري: «كان قد عمي فتلقن ما ليس من حديثه». قال النسائي: «ليس بثقة ولا مأمون».

## وفاته
قال البخاري مات سويد يوم الفطر سنة 240 هـ بالحديثة. وقال البغوي بلغ مائة سنة.